# Tratado de Bayona (1388)
Acuerdo firmado en Troncoso y ratificado en Bayona en 1388 entre Juan I de Castilla por una parte, y Juan de Gante y Constanza de Castilla por la otra, por el cual se ponía fin al conflicto sucesorio castellano desatado por la deposición de Pedro I de Castilla por Enrique II de Castilla.
En él se comprometió el matrimonio de los herederos de ambas líneas: Enrique (hijo de Juan I) y Catalina de Lancáster (hija de Juan de Gante y Constanza de Castilla). Ambos recibirían el título de príncipes de Asturias y sucederían a Juan I, reuniendo ambas líneas en la persona de sus herederos. Además, deberían ser puestos en libertad todos los hijos de Pedro I que estuviesen todavía en prisión, y aquellos que estuviesen en el exilio podrían regresar a Castilla.  El tratado incluía la obligación del rey de Castilla de pagar una indemnización de 600 000 francos de oro a los de Lancáster, que se hizo efectiva ese mismo año.
El matrimonio se llevó a efecto, pero no todos los hijos fueron puestos en libertad. Se tiene constancia de que Juan de Castilla siguió en prisión en Soria hasta su muerte.